# Konstantinos Tzolakis
Konstantinos Tzolakis (griego: Κωνσταντίνος Τζολάκης; La Canea, Creta, Grecia, 8 de noviembre de 2002) es un futbolista griego que juega de portero en el Olympiakos F. C. de la Superliga de Grecia.

## Trayectoria
Hizo su debut con el Olympiakos en 2019, en la semifinal de la copa contra el PAOK de Salónica F. C., en la que jugó todo el partido, pero concedió 3 goles cuando el Olympiakos perdió 3-2. Hizo su debut en la liga en un partido contra el Aris Salónica F. C. siendo sustituido por Bobby Allain en el minuto 78. Su siguiente partido fue un partido muy crucial para el club, ya que el portero principal del Olympiakos, José Sá se lesionó, tuvo que ocupar su lugar en el once inicial que enfrentó al AEK en la final de copa. Hizo algunas atajadas cruciales y mantuvo la portería a cero cuando el Olympiakos derrotó al AEK 1-0 y ganó el título.
El 7 de octubre de 2020 firmó un nuevo contrato con el Olympiakos hasta el verano de 2024 por una tarifa no revelada.
La temporada siguiente fue principalmente el portero de tercera elección del Olympiakos, pero aun así logró jugar un total de 6 partidos; 5 partidos de liga y 1 de copa ante el Aris. Mantuvo la portería a cero contra el Asteras Tripolis F. C. dos veces.
El 21 de julio de 2021 hizo una atajada crucial y mantuvo la portería a cero en su debut europeo contra el Neftchi Baku PFK en una victoria por 1-0 en casa en la segunda ronda de clasificación de la Liga de Campeones de la UEFA.

## Estadísticas

### Clubes
Actualizado al último partido disputado el 7 de noviembre de 2024.
| Olympiakos F. C. · Grecia             | 1.ª           | 2019-20       | 1  | 1  | 2 | 3  | 0  | 0  | 3  | 4  |
| Olympiakos F. C. · Grecia             | 1.ª           | 2020-21       | 5  | 3  | 1 | 1  | 0  | 0  | 6  | 4  |
| Olympiakos F. C. · Grecia             | 1.ª           | 2021-22       | 3  | 1  | 1 | 1  | 4  | 3  | 8  | 5  |
| Olympiakos F. C. · Grecia             | 1.ª           | 2022-23       | 7  | 3  | 5 | 6  | 2  | 5  | 14 | 14 |
| Olympiakos F. C. · Grecia             | 1.ª           | 2023-24       | 10 | 10 | 0 | 0  | 6  | 6  | 16 | 16 |
| Olympiakos F. C. · Grecia             | 1.ª           | 2024-25       | 10 | 7  | 0 | 0  | 4  | 3  | 14 | 10 |
| Olympiakos F. C. · Grecia             | Total club    | Total club    | 36 | 25 | 9 | 11 | 16 | 17 | 61 | 53 |
| Total carrera                         | Total carrera | Total carrera | 36 | 25 | 9 | 11 | 16 | 17 | 61 | 53 |
| (1) Hace referencia a goles encajados |               |               |    |    |   |    |    |    |    |    |

## Palmarés

### Títulos nacionales
| Título              | Club             | País   | Año  |
| ------------------- | ---------------- | ------ | ---- |
| Superliga de Grecia | Olympiacos F. C. | Grecia | 2020 |
| Copa de Grecia      | Olympiacos F. C. | Grecia | 2020 |
| Superliga de Grecia | Olympiacos F. C. | Grecia | 2021 |
| Superliga de Grecia | Olympiacos F. C. | Grecia | 2022 |
| Superliga de Grecia | Olympiacos F. C. | Grecia | 2025 |
| Copa de Grecia      | Olympiacos F. C. | Grecia | 2025 |

### Títulos internacionales
| Título                             | Club             | Sede   | Año  |
| ---------------------------------- | ---------------- | ------ | ---- |
| Liga Europa Conferencia de la UEFA | Olympiacos F. C. | Atenas | 2024 |